# Leopold von Zedlitz-Neukirch
Ernst Leopold von Zedlitz-Neukirch, né le 7 juillet 1792 à Tiefhartmannsdorf (Silésie) et mort le 26 octobre 1864 à Berlin, est un écrivain, statisticien et historien moderniste prussien. 

## Biographie
Issu de la famille von Zedlitz (de), il étudie au Pädagogium de Halle-sur-Saale de 1803 à 1806. Il intègre l'armée autrichienne en 1812 et devient officier au 6e régiment de cuirassiers. Gravement blessé à la bataille de Hanau le 30 octobre 1813, il devient ensuite adjudant auprès du comte- Feldmarschallleutnant Johann Nepomuk von Nostitz-Rieneck (en). En 1814, il accompagne Marie-Louise d'Autriche et Napoléon Bonaparte sur leur fuite de Rome à Vienne. En 1819, il retourne en Prusse et s'installe en 1826 à Berlin, où il produit des études scientifiques et des œuvres littéraires. Il est surtout reconnu pour son ouvrage Neues Preussisches Adels-Lexicon. En mai 1852, il est condamné à deux ans de réclusion pour relations homosexuelles.

## Ouvrages
- Frankreich als Militairstaat unter Ludwig XVIII zehn Jahre nach dem Pariser Frieden (1823)
- Volkssagen, Erzählungen und Dichtungen (1827)
- Die Staatskräfte der preußischen Monarchie unter Friedrich Wilhelm III. (1828 f.)
- Blicke auf Bosnien, Rascien, die Hercegowina und Servien bei der Fortsetzung des russisch türkischen Krieges im Jahre 1829 (1829)
- Europa im Jahre 1829, Ein genealogisch-statistisch-historisches Handbuch (1829)
- Die freien Städte: Ein geographisch-statistisch-historisches Taschenbuch für Geschäftsmänner und Reisende (1831)
- Wegweiser durch den preußischen Staat in die angrenzenden Länder und Hauptstädte Europas (1831 ; Texte intégral)
- Wissenschaftliche Erläuterung zum Gebrauche globischer Darstellungen der Erde (1831)
- Polen. Ein historisch-geographisch-statistisches Taschenbuch für Reisende (1831)
- Neues hydrographisches Lexikon für die Deutschen Staaten (1833)
- Das Denkmal Friedrichs II. (1833)
- Pantheon des preussischen Heeres. (1835 ; Texte intégral)
- Neues Preussisches Adels-Lexicon, 6 volumes (1836–1843)
- Aus der vornehmen Welt. Roman (1855)